# فرانك وارن
فرانك وارن (بالإنجليزية: Frank Warren)‏ هو شخصية أعمال ومدرب رياضي بريطاني، ولد في 28 فبراير 1952 في إيزلينغتون ‏ في المملكة المتحدة.